# Сал
 Тази статия е за плавателния съд.  За сенегалския политик вижте Маки Сал.  
Салът е вид плавателен съд.
Това е един от най-простите видове плавателни съдове. Първообразът му представлява дървени трупи (приблизително еднакви, поне на дължина), прикрепени едни за други (обикновено привързани заедно), така че да формират правоъгълник.
Тази конструкция използва по-малката плътност на дървесината спрямо водата, което не позволява на сала да потъне. На същия принцип е възможно да се направи сал от други материали (прим. празни варели).
Спрямо големината варира и товароподемността им, като най-простият и малък сал е способен да носи 1-2 души и то само при немного бурно време, тъй като е плавателен съд без бордове.